# Лаван (остров)
Лава́н (перс. جزیرهٔ لاوان‎), также Шейх-Шоэ́йб (Шейх-Шуайб, Абу-Шоаби) — остров в Персидском заливе. Принадлежит Ирану. Административно относится к шахрестану Бендер-Ленге остана (провинции) Хормозган. Площадь 75,6 км².
Расположен в 18 км от материка. Длина с востока на запад около 25 км, ширина до 5 км. Глубины у острова — 16,5—22 м. Расположен в 12 км от Бендер-Мегам.
Остров и 6 миль территориальных вод Ирана вокруг него по соглашению 1954 года переданы на 40 лет в зону деятельности Международного нефтяного консорциума (МНК), в котором по 40 % акций принадлежало группе американских нефтяных компаний и бывшей Англо-иранской нефтяной компании (АИНК; в 1954 году переименованной в British Petroleum, ныне BP).
На острове находится один из четырёх важнейших терминалов по экспорту сырой нефти в Иране. Нефтеперегонный завод на острове перерабатывает до 20 тыс. баррелей в день. Крупнейший подобный терминал находится на острове Джезирейе-Харк.